# Избори за Представнички дом Парламентарне скупштине Босне и Херцеговине 2000. (Република Српска)
Избори за Представнички дом Парламентарне скупштине БиХ у Републици Српској 2000. одржани су 11. новембра као дио општих избора у БиХ. Број важећих гласачких листића био је 626.591, а неважећих 50.113.